# Aon Centre (Wellington)
L'Aon Centre è un grattacielo di Wellington, in Nuova Zelanda, precedentemente denominato BNZ Center o State Insurance Building. Una volta completato nel 1984, era l'edificio più alto della Nuova Zelanda, sorpassando la Quay Tower di Auckland. Si distingue per la sua forma forte, quadrata, nera, in stile internazionale e per una disputa commerciale che ha ritardato la costruzione di un decennio. Rimase l'edificio più alto della Nuova Zelanda fino al 1986, ed è attualmente il secondo edificio più alto a Wellington dopo il Majestic Center.

## Storia
L'edificio fu progettato alla fine degli anni '60 e BNZ (Bank of New Zealand) iniziò ad acquistare terreni per l'edificio nel 1969. L'approvazione alla costruzione fu concessa dal Comitato per l'urbanistica il 14 giugno 1972. La costruzione iniziò nel 1973, ma è stata ritardata in parte da una controversia di demarcazione del lavoro con la boilermakers trade union, un sindacato che ha sostenuto che il diritto esclusivo di saldare la struttura in acciaio era dedicato solo ai suoi membri. La disputa interruppe la costruzione per sei anni e scoraggiò la costruzione di edifici in acciaio in tutto il paese. In risposta al problema, il governo ha cancellato il sindacato accusatore. La disputa avrebbe portato l'edificio a costare quattro volte tanto rispetto al budget, circa $93 milioni, poiché tutto l'acciaio avrebbe dovuto essere sostituito.
Nel 1979, il contratto di costruzione originale fu terminato e un nuovo contratto per terminare l'edificio fu firmato nel 1981. Il complesso fu completato e occupato alla fine del 1984. La BNZ trasferì la sua sede principale ad Auckland nel 1998.
Nel 2018, il gruppo assicurativo Aon ha acquistato i diritti di denominazione dell'edificio, nominandolo Aon Center. Aon era già inquilino dell'edificio dal 2013.

## Caratteristiche
L'edificio, alto 102 metri, con 30 piani, fu l'edificio più alto della Nuova Zelanda dal 1984 al 1991 quando il Majestic Center fu completato nella stessa strada. La torre si trova al centro di un'ampia piazza, offrendo opportunità per attività sociali e culturali nella zona commerciale più frequentata di Wellington.